# Оршанське Євангеліє

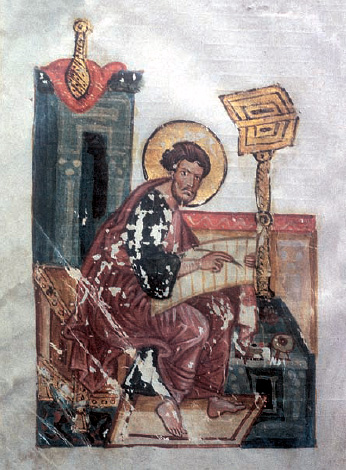
Сторінка Євангелія

Оршанське Євангеліє — повний апракос XIII століття.
Створене, імовірно, у Полоцьку. За іншою версією воно походить з південноруських земель. Знайдене серед речей, викинутих з монастирів м. Орші (Білорусь) наполеонівськими військами в 1812 році. Зберігається в Інституті рукопису Національної бібліотеки України імені В. І. Вернадського.

## Опис пам'ятки
Євангеліє написане уставом другої половини XIII століття. Церковнослов'янська мова. Пергамен. Оправа збереглася частково. 142 арк. 4°.
Це одна з найдавніших пам'яток слов'янської кириличної писемності та один з найдавніших щедро ілюстрованих білоруських рукописів: євангеліє містить дві багатокольорові прикрашені позолотою мініатюри в аркуш із зображеннями євангелістів Луки (арк. 42 зв.) і Матвія (арк. 123 зв.). Мініатюри відображають розвиток візантійського ранньопалеологівського стилю в старобілоруському мистецтві, їхні образи відрізняються життєвістю рис і мажорним колоритом. Дві заставки і 310 ініціалів виконано в рослинно-геометричному та тератологічному стилях, близьких до стилю декору білоруських рукописів (Полоцьке Євангеліє ХІІІ століття та інші).
Від оправи збереглася дубова дошка, розколота навпіл вздовж, з трьома опуклими мідними декоративними елементами. Рукопис містить читання на весь рік, без початку (втрачено перші 25 арк.); починається з читань в суботу 7-го тижня після Великодня. Після основної частини вміщено місяцеслов і недільні ранкові євангелія.
Рукопис потрапив у музей Київської духовної академії від поміщика І. С. Меленевського у 1874 році
Місце зберігання: ІР НБУВ. Ф. 301, № 555 п.